# Oxyria sinensis
Oxyria sinensis Hemsl. – gatunek rośliny z rodziny rdestowatych (Polygonaceae Juss.). Występuje naturalnie w Chinach – w prowincjach Kuejczou, Syczuan i Junnan oraz w Tybetańskim Regionie Autonomicznym. 

## Morfologia
PokrójBylina tworząca kłącza. Dorasta do 30–50 cm wysokości.
LiścieLiście odziomkowe mają blaszkę liściową o kształcie od nerkowatego do sercowato okrągłego, mierzą 30–40 mm długości oraz 40–50 mm szerokości, o sercowatej nasadzie i tępym wierzchołku. Ogonek liściowy jest nagi i osiąga 4–9 cm długości.
KwiatyJednopłciowe, zebrane w wiechy, rozwijają się na szczytach pędów.
OwoceSkrzydlate niełupki o jajowatym kształcie, osiągają 6–8 mm długości.

## Biologia i ekologia
Jest roślina dwupienną. Rośnie na łąkach. Występuje na wysokości od 1600 do 3800 m n.p.m. Kwitnie od kwietnia do października.